# 三太
太姜（周太王之妻）、太任（周王季之妻）、太姒（周文王之妻）合稱「三太」，後世以「太太」作已婚女性的尊稱，代表賢德直追三太。
古時候婦女被父權价值觀下, 灌輸女性必須相夫教子，替丈夫養育下一代。婦女在古時候地位低下, 男尊女卑影响後世深遠, 只有家庭和生育男丁, 才有尊重和地位。在歷史上，談到周家，周朝八百年，在中國歷史上最長的。八百年的根基都靠三位婦女─太姜、太任、太姒，三個婦女做到當时傳統家庭價值的責任。她們教的孩子─文王、武王、周公，都是孔子心目當中的大聖人。周家這三個母，都有個太字，太姜、太任、太姒，所以往後丈夫稱自己妻子為太太。就是說看待自己的妻子要看待像周朝太姜、太任、太姒，這是聖人之母，她們生的小孩、教的小孩都是大聖大賢，明倫、懂禮、尊師、重道，這是父母教的，特別是母親。

## 太姜
生卒時間不可考，姜姓，出自有邰氏。商朝西歧諸侯、後被諡為周太王的古公亶父之正妃，泰伯、仲雍、季歷之母，周文王昌之祖母。

## 太任
生卒時間不可考，任姓，出自摯任氏。商朝西歧諸侯西伯侯，後被諡為周王季季歷之正妃，周文王昌之母。曾經對周文王進行過胎教。

## 太姒
生卒時間不可考，姒姓，出生在夏朝國王禹之後代有莘氏部落，另一說出生自杞國、繒國。商朝西歧諸侯西伯侯，後被諡為周文王昌之正妃，周朝建立者周武王發之母。